# Episodi di Yo-kai Watch (terza stagione)
Questa è la lista degli episodi della terza stagione di Yo-kai Watch, la quale è stata trasmessa originalmente in Giappone dal 6 gennaio 2017, due settimane dopo la conclusione della seconda, ed è terminata il 30 marzo 2018. In Italia è al momento inedita.
Nel corso della trasmissione della versione originale giapponese si sono susseguite diverse sigle. Gli episodi che vanno dal numero 151 al 178 presentano i brani Banzai! Aizenkai! (ばんざい!愛全開!?) di King Cream Soda (apertura) e Treasure (トレジャー?, Torejā) delle LinQ (chiusura). Dal numero 179 al 201 invece sono stati utilizzati Gold... nanchatte! (ゴールド…なんちゃって!?, Gōrudo... nanchatte!) di King Cream Soda (apertura) e Harokuri Dance (ハロ・クリダンス?, HaroKuri Dansu) di Youbekkusu Rengō-gun (chiusura). L'ultima coppia di brani, utilizzata per gli episodi 202-214, è Time Machine wo choudai (タイムマシーンをちょうだい?, Taimu Mashīn o chōdai) di King Cream Soda (apertura) e Aa Jounetsu no banbaraya (ああ情熱のバンバラヤー?) delle LinQ (chiusura).

## Lista episodi
| Nº  | Giapponese 「Kanji」 - Rōmaji | In onda           | In onda |
| Nº  | Giapponese 「Kanji」 - Rōmaji | Giapponese        |         |
| 151 | 「妖怪決めて魔王」 - Yōkai Kime te Maō「ふぶき姫とコマさん」 - Fubuki Hime to Komasan「トムニャン はじめてのお正月」 - Tomunyan Hajimete no Oshōgatsu | 6 gennaio 2017    |         |
| 152 | 「コマさんコマじろうの日本全国もんげー旅 ＩＮ大阪」 - Komasan Komajirō no Nippon Zenkoku Monge? Tabi IN Ōsaka「イナウサ妖怪ミステリーファイル１ ＵＦＯ編」 - Inausa Yōkai Misuterī Fairu Ichi Yūefuō-hen「お試し！ 妖怪バズーカ！」 - O Tameshi! Yōkai Bazūka! | 6 gennaio 2017    |         |
| 153 | 「モモタロニャンの豪鉄鬼退治！」 - Momotaronyan no Ōsutoraria Tetsu Oni Taiji!「激闘！ 布団から出ない選手権！」 - Gekitō! Futon Kara Denai Senshuken!「コマさんコマじろうの日本全国もんげー旅 ＩＮ名古屋」 - Komasan Komajirō no Nippon Zenkoku Monge Tabi IN Nagoya | 13 gennaio 2017   |         |
| 154 | 「イナウサ妖怪ミステリーファイル２ ミステリーサークル編」 - Inausa Yōkai Misuterī Fairu 2 Misuterī Sākuru-hen「妖怪ポチッ」 - Yōkai Pochi~tsu「コマさんコマじろうの日本全国もんげー旅 ＩＮ北海道」 - Komasan Komajirō no Nippon Zenkoku Monge Tabi IN Hokkaidō | 20 gennaio 2017   |         |
| 155 | 「トムニャンのジャポン探訪「はじめての節分」」 - Tomunyan no Japon Tanbō `Hajimete no Setsubun'「妖怪やぶレター」 - Yōkai Yabu Retā「コマさんコマじろうの日本全国もんげー旅 ＩＮ静岡」 - Komasan Komajirō no Nippon Zenkoku Monge Tabi IN Shizuoka | 27 gennaio 2017   |         |
| 156 | 「黒い妖怪ウォッチ ～導かれしクズたち～ 一人目『ケータ』」 - Kuroi Yōkai u~otchi ~Michibika Reshi Kuzu-tachi~ Hitori-me “kēta”「妖怪スピーチ姫」 - Yōkai Supīchi Hime「コマさんコマじろうの日本全国もんげー旅 ＩＮ香川」 - Komasan Komajirō no Nippon Zenkoku Monge Tabi IN Kagawa                                                                                               | 3 febbraio 2017   |         |
| 157 | 「バレンタイン♡ドキドキチョコパーティー」 - Barentain ♡ Doki Doki Choko Pātī「イナウサ妖怪ミステリーファイル３ ポルターガイスト編」 - Inausa Yōkai Misuterī Fairu 3 Poru Tāga Isuto-hen「コマさんコマじろうの日本全国もんげー旅 ＩＮ奈良」 - Komasan Komajirō no Nippon Zenkoku Monge Tabi IN Nara                                                                               | 10 febbraio 2017  |         |
| 158 | 「妖怪アチャー」 - Yōkai Achā「イナウサ妖怪ミステリーファイル４ ドッペルゲンガー編」 - Inausa Yōkai Misuterī Fairu 4 Dopperu Gengā-hen「コマさんコマじろうの日本全国もんげー旅 ＩＮ沖縄」 - Komasan Komajirō no Nippon Zenkoku Monge Tabi IN Okinawa「黒い妖怪ウォッチ ～導かれしクズたち～ 二人目『クマ』」 - Kuroi Yōkai U~otchi ~Michibika Reshi Kuzu-tachi~ Futari-me “Kuma” | 17 febbraio 2017  |         |
| 159 | 「ひなまつり大バトル！ ふぶき姫ＶＳ椿姫」 - Hina Matsuri Dai Batoru! Fubuki Hime VS Tsubaki「コマさんコマじろうの日本全国もんげー旅 ＩＮ岩手」 - Komasan Komajirō no Nippon Zenkoku Monge Tabi IN Iwate「黒い妖怪ウォッチ ～導かれしクズたち～ 三人目『カンチ』」 - Kuroi Yōkai U~otchi ~Michibika Reshi Kuzu-tachi~ San'ninme “Kanchi”                                          | 24 febbraio 2017  |         |
| 160 | 「コマさんコマじろうの日本全国もんげー旅 ＩＮ福岡」 - Komasan komajirō no Nippon Zenkoku Monge Tabi IN Fukuoka「妖怪自慢ハッタン」 - Yōkai Jiman Hattan「黒い妖怪ウォッチ ～導かれしクズたち～ 四人目『フミちゃん』」 - Kuroi Yōkai U~otchi ~Michibika Reshi Kuzu-tachi~ Shihitome “Fumichan”                                                                                    | 3 marzo 2017      |         |
| 161 | 「妖怪ゴジダツ爺」 - Yōkai Gojidatsu Jī「イナウサ妖怪ミステリーファイル５ ファフロツキーズ編」 - Inausa Yōkai Misuterī Fairu 5 Fafurotsukīzu-hen「黒い妖怪ウォッチ ～導かれしクズたち～ 五人目『ＵＺＡピョン』」 - Kuroi Yōkai U~otchi ~Michibika Reshi Kuzu-tachi~ Shihitome “UZA Pyon”「コマさんタクシー ～ハナホ人～」 - Komasan Takushī ~Hanaho Hito~                        | 10 marzo 2017     |         |
| 162 | 「ウィスパーの卒業」 - U~isupā no Sotsugyō「コマさんコマじろうの日本全国もんげー旅 ＩＮ広島」 - Komasan Komajirō no Nippon Zenkoku Monge Tabi IN Hiroshima「黒い妖怪ウォッチ ～導かれしクズたち～ 六人目『オロチ』」 - Kuroi Yōkai U~otchi ~Michibika Reshi Kuzu-tachi~ roku Hitome “Orochi”                                                                                     | 17 marzo 2017     |         |
| 163 | 「イナウサ妖怪ミステリーファイル６ 謎の少女 未空イナホ編」 - Inausa Yōkai Misuterī Fairu 6 Nazo no Shōjo mi Sora Inaho-hen「妖怪おきラクーン」 - Yōkai Oki Rakūn「黒い妖怪ウォッチ ～導かれしクズたち～ 七人目『ブシニャン』」 - Kuroi Yōkai U~otchi ~ Michibika Reshi Kuzu-tachi ~ nana Hitome “Bushinyan”                                                                      | 24 marzo 2017     |         |
| 164 | 「妖怪ウォッチバスターズ！」 - Yōkai U~otchi Basutāzu!「みんなが知りたい妖怪の疑問！オラたちが解決ズラ！スペシャル パート２」 - Min'na ga Shiritai Yōkai no Gimon! Ora-tachi ga Kaiketsu Zura! Supesharu Pāto 2 | 31 marzo 2017     |         |
| 165 | 「新学期！ 帰ってきたニャンパチ先生 vs ＧＴＡ！」 - Shin Gakki! Kaettekita Nyan Pachi Sensei vs GTA!「コマさんと１年生」 - Komasan to 1-nensei「みんなでお話を考えよう！ 妖怪新シリーズ会議」 - Min'na de Ohanashi o Kangaeyou! Yōkai Shin Shirīzu Kaigi | 7 aprile 2017     |         |
| 166 | 「妖怪ダメジャー」 - Yōkai Damejā「イナホの女子会」 - Inaho no Onagokai「オニスターズ全員集合！ ～探検隊～」 - Onisutāzu Zen'in Shūgō! ~Tanken-tai~ | 14 aprile 2017    |         |
| 167 | 「妖怪アーダコンダ」 - Yōkai Ādakonda「独占中継！世界妖怪陸上」 - Dokusen Chūkei! Sekai Yōkai Rikujō「妖怪新シリーズ会議 ～ミッションニャンポッシブル～」 - Yōkai Shin Shirīzu Kaigi ~Misshon' Nyan Posshiburu~ | 21 aprile 2017    |         |
| 168 | 「イナホのGWは妖怪がいっぱい」 - Inaho no GW wa Yōkai ga Ippai「妖怪かえりタイ」 - Yōkai Kaeri Tai「コマさんコマじろうのゴールデンウィークもんげー旅 ＩＮハワイ」 - Komasan Komajirō no Gōruden'u~īku Monge Tabi IN Hawai | 28 aprile 2017    |         |
| 169 | 「妖怪新シリーズ会議 ～魔女っ子☆ニャン魔女～」 - Yōkai Shin Shirīzu Kaigi ~Majo-kko ☆ Nyan Majo~「こどもの日も妖怪がいっぱい」 - Kodomonohi mo Yōkai ga Ippai「オニスターズ全員集合！ ～囚人編～」 - Onisutāzu Zen'in Shūgō! ~Shūjin-hen~ | 5 maggio 2017     |         |
| 170 | 「オニスターズ全員集合！ ～家族編～」 - Onisutāzu Zen'in Shūgō! ~Kazoku-hen~「妖怪けちらし」 - Yōkai Ke Chirashi「妖怪新シリーズ会議 ～ニャンパチ先生 部活編～」 - Yōkai Shin Shirīzu Kaigi ~Nyanpachi Sensei Bukatsu-hen~ | 12 maggio 2017    |         |
| 171 | 「妖怪新シリーズ会議 ～コマーに首ったけ～」 - Yōkai Shin Shirīzu Kaigi ~Komā Nikubittake~「妖怪のっぺら坊」 - Yōkai Nopperabō「帰ってきたニャンパチ先生 部活編！～ロボット研究部～」 - Kaettekita Nyanpachi Sensei Bukatsu-hen! ~Robotto Kenkyū-bu~ | 19 maggio 2017    |         |
| 172 | 「妖怪ウォール・ガイ」 - Yōkai U~ōru Gai「妖怪新シリーズ会議 ～勇者USAピョンの大冒険～」 - Yōkai Shin Shirīzu Kaigi ~Yūsha USA Pyon no Dai Bōken~「オニスターズ全員集合！ ～忍者編～」 - Onisutāzu Zen'in Shūgō! ~Ninja-hen~ | 26 maggio 2017    |         |
| 173 | 「妖怪ナンスカンク」 - Yōkai Nansukanku「梅雨のアメノトーク！」 - Tsuyu no Ame no Tōku!「帰ってきたニャンパチ先生 部活編！～相撲部～」 - Kaettekita Nyanpachi Sensei Bukatsu-hen! ~Sumou-bu~ | 2 giugno 2017     |         |
| 174 | 「妖怪モルラ」 - Yōkai Morura「ラストブシニャン ジャポンに見参！」 - Rasuto Bushinyan Japon ni Kenzan!「オニスターズ全員集合！ ～病院編～」 - Onisutāzu Zen'in Shūgō! ~Byōin-hen~ | 9 giugno 2017     |         |
| 175 | 「暴け！ USAピョンの秘密」 - Abake! USA Pyon no Himitsu「妖怪スットン卿」 - Yōkai Sutton Kyō「妖怪新シリーズ会議 ～１００うぃす回目のプロポーズ～」 - Yōkai Shin Shirīzu Kaigi ~100u ~Isu Eme no Puropōzu~ | 16 giugno 2017    |         |
| 176 | 「イナホ 恋のキューピットになる」 - Inaho Koi no Kyūpitto ni Naru「妖怪ごまスリー」 - Yōkai Goma Surī「帰ってきたニャンパチ先生 部活編！ ～水泳部～」 - Kaettekita Nyanpachi Sensei Bukatsu-hen! ~Suiei-bu~ | 23 giugno 2017    |         |
| 177 | 「妖怪ひまつ武士」 - Yōkai Himatsu Bushi「妖怪しらんプリン」 - Yōkai Shiran Purin「オニスターズ全員集合！ ～工事現場編～」 - Onisutāzu Zen'in Shūgō! ~Kōji Genba-hen~「コマさんタクシー ～ジェリー～」 - Koma-san Takushī ~Jerī~ | 30 giugno 2017    |         |
| 178 | 「争奪戦！ 願いがかなう妖怪短冊」 - Sōdatsu-sen! Negai ga Kanau Yōkai Tanzaku「妖怪つぶや木」 - Yōkai Tsubu Yaki「帰ってきたニャンパチ先生 部活編！ ～クイズ研究会～」 - Kaettekita Nyanpachi Sensei Bukatsu-hen! ~Kuizu Kenkyūkai~ | 7 luglio 2017     |         |
| 179 | 「大大大冒険！ バスターズトレジャー！」 - Dai Dai Dai Bōken! Basutā Zutore Jā! | 14 luglio 2017    |         |
| 180 | 「妖チューブで再生数バトルをしてみた！」 - Nazo Chūbu de Saisei-Sū Batoru o Shite Mita!「妖怪D-レックス」 - Yōkai D-Rekkusu「バスターズトレジャー編 ＃２ しぶとい鍵穴とおいしい化石」 - Basutā Zutore Jā-hen #2 Shibutoi Kagiana to Oishī Kaseki | 21 luglio 2017    |         |
| 181 | 「妖怪モ作」 - Yōkai Mo-saku「ラストブシニャンのジャポンの歩き方 「おにぎり」」 - Rasuto Bushinyan no Japon no Arukkata `Onigiri'「バスターズトレジャー編 ＃３ 命をつなぐロープ」 - Basutā Zutore Jā-hen #3 Inochi o Tsunagu Rōpu | 28 luglio 2017    |         |
| 182 | 「天狗たちの熾烈なる戦い！」 - Tengu-tachi no Shiretsunaru Tatakai!「妖怪ばたんQ」 - Yōkaiba Tan Q「バスターズトレジャー編 ＃４ 砂漠をホリホリ堀り放題！」 - Basutā Zutore Jā-hen #4 Sabaku o Horihori Horiri-Hōdai! | 4 agosto 2017     |         |
| 183 | 「バスターズトレジャー編 ＃５ ゾン・ビー・C（チョッパー）」 - Basutā Zutore Jā-hen #5 Zonbī C (Choppā)「妖怪の盆踊り」 - Yōkai no Bon' odori「ラストブシニャンのジャポンの歩き方 「そば」」 - Rasuto Bushinyan no Japon no Arukkata `Soba' | 11 agosto 2017    |         |
| 184 | 「アンドロイド山田の夏休み」 - Andoroido Yamada no Natsuyasumi「妖怪油すまし」 - Yōkai Abura Sumashi「バスターズトレジャー編 ＃６ デカすぎしチェーンソード」 - Basutā Zutore Jā-hen #6 Deka Sugishi Chēnsōdo | 18 agosto 2017    |         |
| 185 | 「バスターズトレジャー編 ＃７ すすり泣く黄金の棺」 - Basutā Zutore Jā-hen #7 Susurinaku Kogane no Hitsugi「妖怪クレクレパトラ ～妖怪ウォッチクリスタルトレジャー～」 - Yōkai Kurekure Patora ~Yōkai U~otchi Kurisutaru to Rejā~ | 25 agosto 2017    |         |
| 186 | 「妖怪ガランドゥ」 - Yōkai Garando~u「オロチ ＶＳ メカオロチ」 - Orochi VS Mekaorochi「バスターズトレジャー編 ＃８ ネコ２世とピアノの旋律」 - Basutā Zutore Jā-hen #8 Neko 2-sei to Piano no Senritsu「ラストブシニャンのジャポンの歩き方 「忍者」」 - Rasuto Bushinyan no Japon no Arukkata `Ninja'                                                                             | 1º settembre 2017 |         |
| 187 | 「妖怪ゴージャス大使」 - Yōkai Gōjasu Taishi「百鬼姫のお忍び☆百鬼夜行」 - Hyakki Hime no Oshinobi ☆ Hyakkiyakō「バスターズトレジャー編 ＃９ ゾン・ビー・Ｃ（チョッパー） VS ネコ２世!?」 - Basutā Zutore Jā-hen #9 Zonbī C (Choppā) VS Neko 2-sei! ? | 8 settembre 2017  |         |
| 188 | 「帰ってきたオニスターズ全員集合！ ～雪山編～」 - Kaettekita Onisutāzu Zen'in Shūgō! ~Yukiyama-hen~「妖怪黄ばんドール」 - Yōkai Kiban Dōru「おそるべき三者面談！」 - Osorubeki Sansha Mendan! | 15 settembre 2017 |         |
| 189 | 「バスターズトレジャー編 ＃１０ 奇跡のオタカラダラケ遺跡」 - Basutā Zutorejā-hen #10 kiseki no Otakaradarake Iseki「妖怪ドジラ」 - Yōkai Dojira「妖怪ブルックりん」 - Yōkai Burukku Rin | 22 settembre 2017 |         |
| 190 | 「イナホの妖怪大運動会」 - Inaho no Yōkai dai Undōkai「妖怪センポクカンポク」 - Yōkai Senpokukanpoku「バスターズトレジャー編 ＃１１ ねらわれしネコ２世」 - Basutā Zutorejā-hen #11 Nerawareshi Neko 2-sei | 29 settembre 2017 |         |
| 191 | 「バスターズトレジャー編 ＃１２ モリモリソフトクリ遺跡」 - Basutā Zutorejā-hen #12 Morimori Sofuto Kuri Iseki「妖怪ひとりよがり」 - Yōkai Hitori Yogari「オロチと子狸」 - Orochi to ko Tanuki | 6 ottobre 2017    |         |
| 192 | 「妖怪ヤマトボケル」 - Yōkai Yamatobokeru「妖怪だるまっちょ」 - Yōkai Daruma Tcho「バスターズトレジャー編 ＃１３ ヨコドリ団 トロッコバトル！」 - Basutā Zutorejā-hen #13 Yokodori-dan Torokko Batoru!「ラストブシニャンのジャポンの歩き方 「スシ」」 - Rasuto Bushinyan no Japon no Arukkata `Sushi'                                                                             | 13 ottobre 2017   |         |
| 193 | 「バスターズトレジャー編 ＃１４ ハロウィンガブガブ遺跡」 - Basutā Zutorejā-hen #14 Harou~ingabugabu Iseki「トムニャンのトリック・オア・トリックだミャウ！」 - Tomunyan no Torikku oa Torikkuda Myau! | 20 ottobre 2017   |         |
| 194 | 「エンマ大王の妖怪ハロウィンだニャン！」 - Enma Daiō no Yōkai Harō~in Danyan! | 27 ottobre 2017   |         |
| 195 | 「バスターズトレジャー編 ＃１５ インディＶＳハイテク」 - Basutā Zutorejā-hen #15 Indi VS Haiteku「妖怪乙姫」 - Yōkai Otohime「ラストブシニャンの文化の日」 - Rasuto Bushinyan no Bunkanohi | 3 novembre 2017   |         |
| 196 | 「バスターズトレジャー編 ＃１６ 美しきイケメーン遺跡」 - Basutā Zutorejā-hen #16 Utsukushiki Ikemēn Iseki「妖怪さきのばし」 - Yōkai Saki Nobashi「妖怪ナルシス２世」 - Yōkai Narushisu 2-sei | 10 novembre 2017  |         |
| 197 | 「妖怪なみガッパ」 - Yōkai-nami Gappa「妖怪ヨロイさんとカブトさん」 - Yōkai Yoroi-san to Kabuto-san「バスターズトレジャー編 ＃１７ お年寄りはたいせつに」 - Basutā Zutorejā-hen #17 o Toshiyori wa Taisetsu ni | 17 novembre 2017  |         |
| 198 | 「バスターズトレジャー編 ＃１８ イッカーダ遺跡の川くだりレース！」 - Basutā Zutorejā-hen #18 Ikada Iseki no Kawa-kudari Rēsu!「妖怪どっちつかず」 - Yōkai Dotchi Tsukazu「妖怪大合戦 土蜘蛛VS大ガマ 一回戦」 - Yōkai Daigassen Tsuchigumo VS Dai Gama Ichi-kaisen | 24 novembre 2017  |         |
| 199 | 「バスターズトレジャー編 ＃１９ アレ・バッチーノふたたび！」 - Basutā Zutorejā-hen #19 Are Batchīno Futatabi!「バスターズトレジャー編 ＃２０ ネコ２世の秘密」 - Basutā Zutorejā-hen #20 Neko 2-sei no Himitsu | 1º dicembre 2017  |         |
| 200 | 「空飛ぶコマさんともしも世界の大冒険ズラ！」 - Soratobu Koma-san to Moshimo Sekai no Dai Bōken Zura!「バスターズトレジャー編 ＃２１ メリークルシミマス遺跡」 - Basutā Zutorejā-hen #21 Merīkuru Shimimasu Iseki | 8 dicembre 2017   |         |
| 201 | 「妖怪オトナカイ」 - Yōkai Otonakai「妖怪ジャンクコシノ」 - Yōkai Jankukoshino | 22 dicembre 2017  |         |
| 202 | 「戌年ハッピイヌーイヤー！ しゅらコマあらわる！」 - Inudoshi Happīnūiyā! Shi~yura Koma Arawaru!「バスターズトレジャー編 ＃２２ ハッピイヌー遺跡」 - Basutā Zutore Jā-hen #22 Happiinū Iseki「じんめん犬のペットショップ」 - Jin Men Inu no Petto Shoppu | 5 gennaio 2018    |         |
| 203 | 「妖怪大合戦 土蜘蛛ＶＳ大ガマ 二回戦」 - Yōkai Daigassen Tsuchigumo VS Dai gama Ni-kaisen「妖怪チクチクウニ」 - Yōkai Chikuchikuuni「バスターズトレジャー編 ＃２３ 命がけの○×クイズ！」 - Basutā Zutore Jā-hen #23 Inochigake No ￮ × Kuizu! | 12 gennaio 2018   |         |
| 204 | 「バスターズトレジャー編 ＃２４ 恐怖のしりとり」 - Basutā Zutore Jā-hen #24 Kyōfu no Shiri Tori「妖怪鬼食い」 - Yōkai Onigui「百鬼姫のお見合い大作戦」 - Hyakki Hime no o Miai dai Sakusen | 19 gennaio 2018   |         |
| 205 | 「妖怪シメッポイーナ」 - Yōkai Shimeppoīna「フミちゃんとおそうじ」 - Fumichan to Osōji「バスターズトレジャー編 ＃２５ 沈黙の戦い」 - Basutā Zutore Jā-hen #25 Chinmoku Notatakai | 26 gennaio 2018   |         |
| 206 | 「バスターズトレジャー編 ＃２６ 最後の秘宝メダル！」 - Basutā Zutore Jā-hen #26 Saigo no Hihō Medaru!「妖怪カゲロー」 - Yōkai Kagerō「妖怪ふじみ御前」 - Yōkai Fujimi Gozen | 2 febbraio 2018   |         |
| 207 | 「バスターズトレジャー編 ＃２７ 大復活！ヨーデルセン！」 - Basutā Zutore Jā-hen #27 Dai Fukkatsu! Yōderusen!「バレンタインをスルーせよ！」 - Barentain o Surū Seyo! | 9 febbraio 2018   |         |
| 208 | 「バスターズトレジャー編 ＃２８ 最後の大大大決戦！」 - Basutā Zutorejā-hen #28 Saigo no Dai Dai Dai Kessen!「開幕！ハライタフェス！」 - Kaimaku! Haraitafesu! | 16 febbraio 2018  |         |
| 209 | 「妖怪やまタン」 - Yōkai ya ma Tan「妖怪大合戦 土蜘蛛ＶＳ大ガマ 三回戦」 - Yōkai Daigassen Tsuchigumo VS Dai Gama San-kaisen「妖怪ヨッチャ～」 - Yōkai Yotcha ~ | 23 febbraio 2018  |         |
| 210 | 「妖怪リアクション大王」 - Yōkai Riakushon Daiō「みんなで仲良くひなまつり」 - Min'na de Nakayoku Hina Matsuri「恐怖の貯金箱」 - Kyōfu no Chokin-bako | 2 marzo 2018      |         |
| 211 | 「バスターズトレジャー番外編 シンディの大大大冒険！」 - Basutā Zutorejā Bangai-hen Shindi no Dai Dai Dai Bōken!「100年に一度のホワイトデー」 - 100-Nen ni Ichido no Howaitodē「妖怪草くいおとこ」 - Yōkai Kusa Kui o Toko | 9 marzo 2018      |         |
| 212 | 「妖怪大合戦 土蜘蛛ＶＳ大ガマ 四回戦」 - Yōkai Daigassen Tsuchigumo VS Dai Gama Shi-kaisen「妖怪激辛ボーイ」 - Yōkai Gekikara Bōi「コマさんバス」 - Koma-san Basu | 16 marzo 2018     |         |
| 213 | 「コマさんコマじろうの日本全国もんげー旅 ＩＮ岡山」 - Koma-san Komajirō no Nippon Zenkoku Monge ̄Tabi IN Okayama「妖怪やまと」 - Yōkai Yamato「最強！？ロボウィスパー誕生！」 - Saikyō!? Robou~isupā Tanjō! | 23 marzo 2018     |         |
| 214 | 「妖怪のいる街」 - Yōkai no Iru Machi | 30 marzo 2018     |         |

## Home video

### Giappone
Gli episodi della terza stagione di Yo-kai Watch sono stati pubblicati per il mercato home video nipponico in edizione DVD dal 26 aprile 2017 al 25 luglio 2018.
In tale edizione sono stati inclusi anche gli episodi che vanno dal numero 142 al 150, originariamente appartenenti alla seconda stagione.
| N° | Data              | Episodi | Fonte |
| -- | ----------------- | ------- | ----- |
| 1  | 26 aprile 2017    | 142-145 | [ 2 ] |
| 2  | 26 maggio 2017    | 146-149 | [ 2 ] |
| 3  | 26 luglio 2017    | 150-153 | [ 2 ] |
| 4  | 26 luglio 2017    | 154-157 | [ 2 ] |
| 5  | 23 agosto 2017    | 158-161 | [ 2 ] |
| 6  | 27 settembre 2017 | 162-164 | [ 2 ] |
| 7  | 25 ottobre 2017   | 165-168 | [ 2 ] |
| 8  | 29 novembre 2017  | 169-172 | [ 2 ] |
| 9  | 29 novembre 2017  | 173-176 | [ 2 ] |
| 10 | 24 gennaio 2018   | 177-180 | [ 2 ] |
| 11 | 24 gennaio 2018   | 181-184 | [ 2 ] |
| 12 | 23 febbraio 2018  | 185-188 | [ 2 ] |
| 13 | 23 febbraio 2018  | 189-192 | [ 2 ] |
| 14 | 25 aprile 2018    | 193-196 | [ 2 ] |
| 15 | 25 aprile 2018    | 197-200 | [ 2 ] |
| 16 | 25 maggio 2018    | 201-204 | [ 2 ] |
| 17 | 25 maggio 2018    | 205-208 | [ 2 ] |
| 18 | 25 luglio 2018    | 209-211 | [ 2 ] |
| 19 | 25 luglio 2018    | 212-214 | [ 2 ] |